# Safrira Zachai
Safrira Zachai (hebraisk שפרירה זכאי, født 13. september 1932) er en israelsk skuespiller, stemmeskuespiller, journalist og oversætter.
I 1947 optrådte Safrira Zachai først i film. Mellem 1952 og 1953 spillede hun teater, hvorefter hun studerede i to år på London Academy of Music and Dramatic Art.
Hun betragtes som en pioner inden for dubbing i Israel; hun var instruktør for dubbingsproduktioner i hebraiske Disney-film.
Hun var gift med producenten Mati Raz og har to døtre.